# Brierre
Brierre war ein französischer Hersteller von Automobilen und Motorrädern.

## Unternehmensgeschichte
Das Unternehmen E. J. Brierre aus Paris begann 1900 mit der Produktion von Automobilen und Motorrädern. Zwischen 1900 und maximal 1902 vertrieb Brierre den Atlas von Prunel. 1901 übernahm Brierre den Vertrieb der Marke Cottereau für den Großraum Paris. 1903 endete die Automobilproduktion.

## Fahrzeuge
Das erste Modell war je nach Quelle ein Kleinwagen oder ein Dreirad. Für den Antrieb sorgte ein Einzylindermotor. Die Motorleistung betrug 3,5 PS. Der Motor war im Heck montiert. Eine Quelle gibt an, dass der Motor von Morisse bezogen wurde. Zwei Quellen nennen De Dion-Bouton als Motorenlieferant. Als Besonderheit wies der Motor einen luftgekühlten Motorblock und einen wassergekühlten Zylinderkopf auf. Die offene Karosserie bot Platz für zwei Personen. Dieses Modell wurde bis 1901 hergestellt.
1901 begann die Produktion einen Modell von Cottereau in Lizenz. Dieses Modell verfügte über einen V2-Motor mit 7 PS Leistung, der vorne im Fahrzeug montiert war.